# 词义
词义（英语：word sense; meaning of word），即词的意义，是人们对一个词所称呼的事物、现象或关系等事物的概括认识。

## 概述
词义的语言学功能，就是确定词语和被称呼物之间的联系。例如英语的水是 water ，因此要表达“水”就要说water。本条目不考虑环境音、逻辑通顺程度和双方知识储备有巨大偏差的情况而造成的语义不通。

### 社会性
某个词的含义都是由使用这种语言的社会群体共同确定，共同理解的。语言使用者需要遵照词典（如《新华字典》《现代汉语词典》《尔雅》《康熙字典》《牛津英语词典》）、重要书籍（例如宗教经典）或社会主流（如语言组织、网络社区）公认的词义使用词语才能和他人进行交流。然而，由于每个人的性别、年龄、经验、学识、宗教信仰、文化、价值观、政治立场等不同，对于同一个词的理解可能不一致。

### 客观、主观性
词义还具有客观性和主观性。词义是客观事物在人脑中的反映；同时词义也是人们思维活动的成果，而不是词语所指事物的本身。
词义也不是一成不变的，随着社会的发展，人们既要继承以前的词义来传承文化，又要在现有词义的基础上引申出新的含义来解释新鲜事物。
但人们之所以还能够交流，是因为没有突破公认词义的概括对象和范围。

## 本义和转义
一个词最初所表达的意义就是它的本义。由于事物之间的各种联系，人们在用同一个词称呼某个事物相联系的另外一个事物时，就发生了一词多义的现象。一个词的有多个涵义的名为多义词。而由本义派生出来的意义就是转义。转义一般包括比喻义和引申义。

### 比喻义
通过打比方产生的意义。例如“纲领”的“纲”，本义是“提网的总绳”，在“纲领”中则使用了它的比喻义，比喻事物最主要的部分。值得注意的是，词的比喻义和修辞上的比喻是不同的。词的比喻义是在长期使用中固定下来的意义。例如“这件事情搁浅了”，“搁浅”的本义是船只进入水浅的地方而无法行驶，这里则使用比喻义，比喻事情遇到了阻碍，不能进行。而修辞上的比喻则是临时的，例如“他笑得像朵花一样”，“像朵花”只是一个比喻，花的含义并没有改变。

### 引申义
从词的本义推衍出来的。例如“士兵”的“兵”，本义是兵器，在这里则是从本义联系到拿着兵器的人。

## 词义的演变
词义并不是一成不变的，随着历史的发展，社会的进步以及事务的变化和人类认识的变化而发生变化。主要有扩大、缩小和转移三种形式。

### 变大
词义的扩大。例如“雌”的最初含义是指雌性的鸟类，现在则用来表示所有雌性的动物。

### 缩小
词义的缩小。例如英语“meat”，原来指一般的食物，现在则只表示肉食。

### 转移
词义的转移。例如“book”，原来指山毛榉，这种树木在古代曾经用来作纸，现在则表示书。

## 分析词义的方法
数以万计的词汇之间有着各种错综复杂的联系，为了分析各个词之间意义上的差别就需要行之有效的手段。词义的差别主要有：
- 意义
  - 意义的范围：例如“粮食”是对一切谷物的统称；而“食粮”则是专指可以食用的谷物。
  - 个体和集体：例如“马”是一个動物物種的名詞；一個廣泛稱呼。加上量詞「匹」字，可以是一匹马或是指一群馬匹。

## 不同类型的用语

### 语調轻重
例如“请求”比“恳求”、“哀求”轻。

### 褒贬語义
- “鼓动”、“鼓励”是褒义；“煽动”则是贬义，且后者主要是法律用语。
- “起义”是褒义；“暴乱”是贬义的。

### 書面與通俗
例如“恐吓”比较近书面语，而“吓唬”则通俗一些。

### 适當字詞運用
- “掩盖”多用于具体的事物，而“掩饰”则多用于感情、思想。
- “交换”常常和“资料”、“意见”等一起使用；“交流”经常和“感情”等一起使用。

## 释义
对词义的解释叫释义。这在编纂词典的工作中是非常重要的。释义也就是对词语所表示的概念下定义。对词义下定义有这样几种方法：

### 内涵定义
内涵定义就是解释这个概念的内涵。它有一个公式可以表示：
种 是 类 + 种差
例如“作家是指在文学创作方面具有突出成就的人”。在这里，“作家”是概念，是被定义者；“人”是“作家”这个概念最相近的类；“在文学创作方面具有突出成就”是种差。
这种定义方式必须遵守4条规则：
- 定义者的外延必须和被定义者的外延相等
- 不能是否定式的
- 不能是比喻
- 不能循环。也就是不能这样定义：在解释a时，“a是b”；在解释b时“b是a”

这种定义方式多用于解释科学术语。

### 外延定义
外延就是概念所确指的对象的范围。例如“文学指诗歌、戏剧、小说、散文”。但缺点是很难穷举所有能够包括的事物。

### 综合定义
就是把内涵定义和外延定义结合起来解释词义。

### 语词定义
这是在语文词典中经常使用于解释一般性词语的方法。这种方法需要根据词语的词性来解释，同一个词可以具有不同的词性，意义上也有不同。这时一般都是分别解释。

### 指示方法
通过给出某个词语总容易被人感知事物的解释，来达到理解这个词语的含义。例如“哗哗”可以解释为“象声词，水流动的声音”。

### 描述方法
描述是在辞典或者百科全书中经常使用的方法，例如维基百科就是采用这种方法。他对某个事物进行比较具体的描述，以达到对这个事物以及相关知识的认识。

## 外部連接
- ”I don’t believe in word senses”-- Adam Kilgarriff (1997) -- （页面存档备份，存于）
- WordNet(R)（页面存档备份，存于） - A large lexical database of English words and their meanings maintained by the Princeton Cognitive Science Laboratory.